# Psyttalia concolor
Espèce
Synonymes
- Opius concolor

Psyttalia concolor Szépligeti, 1910 (syn. Opius concolor), est un Hymènoptère Braconidé parasitoïde employé dans la lutte biologique contre la Mouche de l'Olive.

## Description
L'adulte est un petit insecte long de presque 3,5 mm, de couleur fauve, avec une pigmentation plus obscure sur les antennes, sur les deux côtés de l'abdomen, aux extrémités des pattes postérieures et du pterostigma. Sont bien visibles les longues antennes, composées de 30 articles, et, chez la femelle, la terebra, qui sort postérieurement avec une longueur équivalente à celle de l'abdomen.
Le développement larvaire se fait en trois phases, la dernière correspond à l'empupement. La larve  possède des mandibules et est pourvue de deux appendices sur le prothorax. Avant la mue, elle grossit et se recourbe. La larve des stades II et II est hymenoptériforme et, au terme de son développement, elle est trapue et porte des procès spiniformes sur le tégument.

## Biologie
Les braconidés sont des endoparasites qui attaquent en premier les stades larvaires de Bactrocera oleae sans interrompre le développement jusqu'à la fin du stade de pupe. La femelle dépose un œuf dans la larve du diptère, en général dans les larves du stade II ou III et le parasite se développe à l'intérieur de l’hôte passant là ses trois stades larvaires et un de pupe. D'autres sources citent par contre quatre stades larvaires. L'empupement a lieu de manière que la tête soit tournée vers la partie antérieure de la pupe de la mouche. Au moment de l'éclosion l'adulte fore le tégument de l'hôte, provoquant sa mort, et par là, celle de la pupe.

## Aspects écologiques

### Plantes hôtes relais du parasitoïde
Psyttalia concolor est un parasitoïde associé à plusieurs plantes qui servent d'hôtes à des Diptères téphritidés ou autres insectes :
- jujubier parasité par Carpomya incompleta,
- câprier parasité par Capparimyia savastri,
- lyciet parasité par Ceratitis capitata.

### Historique des expérimentations

#### En Italie
L'emploi de l'Opius concolor (Psyttalia) dans la lutte biologique remonte au début du XXe siècle.

#### En France
Le Centre de recherches de l'INRA de Valbonne a mené des expérimentations en collaboration et avec des financements privés dont on sait qu'ils n'ont pas été suivis.
Les recherches ont redémarré récemment, mais avec Psyttalia lounsbury.